# Roquefort-des-Corbières
Roquefort-des-Corbières är en kommun i departementet Aude i regionen Occitanien  i södra Frankrike. Kommunen ligger  i kantonen Sigean som ligger i arrondissementet Narbonne. År 2022 hade Roquefort-des-Corbières 1 021 invånare.

## Befolkningsutveckling
Antalet invånare i kommunen Roquefort-des-Corbières
Referens: INSEE